# Götz Draeger
Götz Draeger (1944) es un deportista de la RDA que compitió en remo.
Ganó dos medallas en el Campeonato Mundial de Remo, plata en 1970 y oro en 1974, y una medalla de plata en el Campeonato Europeo de Remo de 1971.

## Palmarés internacional
| Campeonato Mundial | Campeonato Mundial      | Campeonato Mundial | Campeonato Mundial |
| Año                | Lugar                   | Medalla            | Prueba             |
| ------------------ | ----------------------- | ------------------ | ------------------ |
| 1970               | St. Catharines (Canadá) | Medalla de plata   | Scull individual   |
| 1974               | Lucerna (Suiza)         | Medalla de oro     | Cuatro scull       |
| Campeonato Europeo |                         |                    |                    |
| Año                | Lugar                   | Medalla            | Prueba             |
| 1971               | Copenhague (Dinamarca)  | Medalla de plata   | Scull individual   |